# Phạm Thị Hồng Nga
Phạm Thị Hồng Nga là đại biểu quốc hội Việt Nam khoá 13. Khi trúng cử thì bà đang là Phó giám đốc Sở Giáo dục và Đào tạo Hà Nội. Bà trúng cử với tỷ lệ phiếu là 63,43 phần trăm.